# Anaylax
Anaylax is een geslacht van vliesvleugelige insecten van de familie platkopwespen (Bethylidae).

## Soorten
- A. dalmaticus Moczar, 1970
- A. helleni (Moczar, 1970)
- A. integer (Kieffer, 1906)
- A. pillaulti Moczar, 1970